# 8 Uhr Abendblatt
Das 8 Uhr Abendblatt erschien in Shanghai von 1940 bis 1941.

## Geschichte
Ende März 1939 wurde die erste Ausgabe der Shanghai Woche durch den jüdischen ehemaligen Berliner Sportreporter Wolfgang Fischer herausgegeben.
Seit 1940 erschien stattdessen das 8 Uhr Abendblatt mit einer Startauflage von 1000 Exemplaren. Weitere Mitarbeiter waren
Günther Lenhardt als stellvertretender Chefredakteur und der Sportlehrer Berthold Metis, die Herstellung erfolgte im jüdischen Werbeverlag Philipp Kohn.
Die Zeitung berichtete über das Leben der jüdisch-deutschen Emigranten in Shanghai, außerdem über politische Ereignisse in der Welt, besonders über den Zweiten Weltkrieg und die Situation in Deutschland, sowie über weitere Themen, auch aus Kultur und Sport.
1941 erschienen die letzten Ausgaben des 8 Uhr Abendblattes. Vom 28. Mai 1942 bis mindestens 9. Januar 1943 gab Wolfgang Fischer noch einmal eine Shanghai Woche heraus.